# Radar de Puig d'Arques
El radar de Puig d'Arques, model Radtec-4370, és un model de radar meteorològic que fou instal·lat l'any 2002. Està en un edifici de 19 metres d'alçada, ubicat al cim del Puig d'Arques (535m), en ple Massís de les Gavarres, municipi de Cruïlles, Monells i Sant Sadurní de l'Heura (el Baix Empordà). La instal·lació del radar va incloure mesures d'integració paisatgística i de restauració de l'entorn, com és el cas del dolmen. Així mateix, es va condicionar un pis de la torre per a les funcions de vigilància forestal, substituint l'antiga torreta de guaita.